# Combat de Ghaziabad
Guerre d'Afghanistan
Le combat de Ghaziabad a lieu pendant la guerre d'Afghanistan.

## Déroulement
Une base de l'armée nationale afghane, située dans le district de Ghaziabad, dans la province de Kounar, est attaquée le 23 février 2014 par les talibans,.
Le district de Ghaziaba est situé près de la frontière pakistanaise, le centre de ce district est contrôlé par les troupes gouvernementales, mais les forces talibanes sont présentes partout ailleurs. 
Forts de plus de 100 hommes selon le chef de la police locale, les assaillants détruisent le poste avancé. Plusieurs soldats sont tués et quelques-uns sont faits prisonniers,. Lors du combat, les insurgés envoient un kamikaze se faire exploser près des soldats, cependant et malgré une longue fusillade, les renforts militaires ne subissent ni tués ni blessés.
Les forces gouvernementales afghanes envoient alors des renforts qui parviennent à accrocher les talibans en repli, ils seraient parvenus à délivrer quatre captifs,.
L'attaque est revendiquée le jour même par les talibans dans un communiqué adressé aux médias.

## Bilan et pertes
Les forces militaires afghanes subissent lors de ce combat leurs plus lourdes pertes depuis des mois. Selon le bilan définitif donné par Zahi Azimi, porte-parole du ministère de la Défense, 21 soldats ont été tués, 3 sont blessés et 6 portés disparus.
Pour Shujah-Ul Mulk Jalala, gouverneur de la province, sept soldats ont été faits prisonniers lors du combat. Ce dernier estime également que les insurgés ont bénéficié de la complicité de certains soldats,.
Des pourparlers sont un temps engagé afin d'effectuer un échange de prisonniers, mais les négociations sont suspendues par les Taliban.
À l'annonce de l'attaque, le président afghan Hamid Karzai annule un déplacement au Sri Lanka, présente ses condoléances aux familles, condamne l'attaque, mais il accuse aussi une nouvelle fois le Pakistan de passivité.